# دراغومير ميلوسيفيتش
دراغومير ميلوسيفيتش (بالسيريلية الصربية: Драгомир Милошевић) (ولد في 4 فبراير 1942 في أوب في صربيا الحالية) هو قائد سابق لصرب البوسنة والهرسك في فيلق سراييفو رومانيا في جيش جمهورية صرب البوسنة الذي حاصره ثلاث سنوات خلال حرب البوسنة والهرسك. وأدين بعد ذلك بارتكاب جرائم حرب وحكم عليه بالسجن 29 عام.

## الخلفية
كان ميلوسيفيتش ضابط في جيش يوغوسلافيا الشعبي قبل عام 1992. أرسل جيش يوغوسلافيا الشعبي ميلوسيفيتش إلى لوكافيتشا بالقرب من سراييفو حيث كان عندما بدأت الحرب. خلف ستانيسلاف غاليتش كقائد لفيلق سراييفو رومانيا في 10 أغسطس 1994 وظل في هذا المنصب حتى نهاية الحرب.
في ديسمبر 2004 استسلم للمحكمة الجنائية الدولية ليوغوسلافيا السابقة التابعة للأمم المتحدة والتي واجه أمامها اتهامات بأربع تهم بارتكاب جرائم ضد الإنسانية وثلاث تهم بانتهاك قوانين أو أعراف الحرب.

## إدانة المحكمة الجنائية الدولية ليوغوسلافيا السابقة
في 12 ديسمبر 2007 أدين ميلوسيفيتش بخمس تهم بالإرهاب والقتل وأعمال غير إنسانية خلال حملة القنص والقصف التي أسفرت عن إصابة وقتل عدد كبير من المدنيين في العاصمة البوسنية المحاصرة. ورُفضت تهمتان بشن هجمات غير قانونية على المدنيين. وحكم عليه بالسجن 33 عام. في ملخص الحكم لاحظت المحكمة الابتدائية أن العديد من الشهود شهدوا «... لم يكن هناك مكان آمن في سراييفو ويمكن أن يُقتل أو يُصاب في أي مكان وزمان». كان ميلوسيفيتش قد «... استغل موقفه وأنه من خلال أوامره خطط وأمر بانتهاكات جسيمة ومنهجية للقانون الإنساني الدولي» وكان تحت قيادة ميلوسيفيتش لفيلق سراييفو رومانيا الذي قام بتعديل القنابل الجوية والتي كانت «... غير دقيقة ولا تخدم أي شيء» التي تم نشرها. اعتبرت المحكمة الابتدائية الاستخدام المتكرر للسلاح عامل مشدد في اتخاذ قرارها.
في يناير 2008 تقدمت النيابة باستئناف لتشديد العقوبة البالغة 33 عام إلى السجن المؤبد. في الاستئناف أشار الادعاء إلى استخدام أسلحة وتكتيكات وحشية بشكل خاص ضد المدنيين في سراييفو من قبل فيلق سراييفو رومانيا بينما كان ميلوسيفيتش في القيادة. في 12 نوفمبر 2009 أكدت محكمة الاستئناف في المحكمة جزئيا الإدانات وخففت العقوبة إلى 29 سنة.
في 22 مارس 2011 تم نقل ميلوسيفيتش إلى إستونيا ليقضي عقوبته في سجن تارتو.